# Кроа сир Рудул
Кроа сир Рудул (фр. Croix-sur-Roudoule) насеље је и општина у Француској у региону Прованса-Алпи-Азурна обала, у департману Приморски Алпи која припада префектури Ница.
По подацима из 2011. године у општини је живело 91 становника, а густина насељености је износила 3,03 становника/km². Општина се простире на површини од 30,06 km². Налази се на средњој надморској висини од 800 метара (максималној 1.743 m, а минималној 495 m).

## Демографија
| 1962. | 1968. | 1975. | 1982. | 1990. | 1999. | 2011. |
| ----- | ----- | ----- | ----- | ----- | ----- | ----- |
| 77    | 91    | 102   | 69    | 81    | 97    | 91    |

График промене броја становника у току последњих година